# DSB værksted i Vinge
|  | Denne artikel beskriver en fremtidig begivenhed Denne artikel eller sektion handler om planlagt eller forventet fremtidig begivenhed. Der kan forekomme spekulativ information, og indholdet kan ændres dramatisk når begivenheden nærmer sig og mere information bliver tilgængelig. |

DSB værksted i Vinge er et kommende vedligeholdelsesværksted for fremtidens førerløse S-tog DSB-tog, det kommer til at ligge i byen Vinge øst for Frederikssund ved Frederikssundbanen der går mellem København og Frederikssund.
Værkstedet kommer til at ligge ved den kommende motorvej (Frederikssundmotorvejen) (primærrute 17) mellem Tværvej og Frederikssund S og den fire sporet motortrafikvej mellem Frederikssund S og Frederikssund N /J. F. Willumsens Vej.  
Projektet forventes at starte i 2025 med planlægning, projektering, mens selve anlægsarbejdet af værkstedet først kan gå i gang i 2028. Værkstedet forventes at stå færdig i 2031.
Projektet har fået meget kritik, da det først var meningen at placere værkstedet i Oppe Sundby i det sydlige Frederikssund nord for den fire sporet motortrafikvej Fjordlandsvej. Men det var borgerne stærkt utilfredse med, da den kom til at ligge for tæt på et villakvarterer hvor man frygtede støjen og fordi man var bange for at DSB-værkstedet ville ødelægge det rekreative område i det sydlige Frederikssund.